# Stazione di Suwon
La stazione di Suwon (수원역, 水原驛, Suwon-yeok) è la principale stazione ferroviaria della città di Suwon, si trova nel quartiere di Paldang-gu. La stazione serve principalmente la linea 1 della metropolitana di Seul, alcuni treni ad alta velocità KTX, treni a media e lunga percorrenza, e dal novembre 2013 sottoterra si trova il capolinea della linea Bundang

## Storia

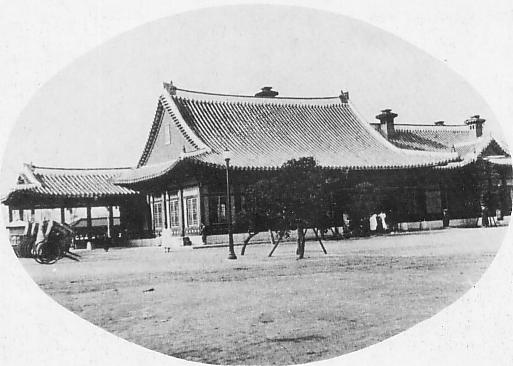
La prima stazione, chiamata allora Suigen

La stazione venne aperta il 1º gennaio 1905, e dal 1930 arrivò qui anche la linea Suryeo a scartamento ridotto. Sette anni dopo vennero inaugurati anche i servizi della linea Suin, che connetteva Suwon a Incheon.
Nel 1972 il servizio ferroviario iniziò a diminuire con la chiusura della linea Suryeo, e nel 1996 fu la volta della linea Suin. Tuttavia, dal 1974 presso la stazione arriva la linea 1 della metropolitana di Seul, sebbene sia necessaria più di un'ora per arrivare al centro della capitale.
Fra il 2002 e il 2003 la stazione è stata oggetto di un profondo restyling, con la creazione del centro commerciale Aekyung.
Dopo alcuni anni di lavoro, il 30 novembre 2013 è stata estesa fino a Suwon la linea Bundang, che collega ora Suwon con il quartiere di Gangnam a Seul e quindi fino alla stazione di Wangsimni in un tempo minimo di 76 minuti con treni espressi.

### Futuro
A partire dal 2016 arriverà da ovest anche la linea Suin, la cui estensione è al momento in costruzione, e sono previsti dei servizi diretti senza rottura di carico sulla linea Bundang, così da avere dei treni diretti da Incheon a Gangnam passando per la periferia meridionale di Seul.

## Linee e servizi
Korail

■ Linea 1
■ Linea Bundang
■ Linea Gyeongbu
KTX Gyeongbu

## Binari
| 1 sott.   | ■ Linea Bundang            | Locali ed espressi; binario di discesa (capolinea)                                  |
| 2 sott.   | ■ Linea Bundang            | Locali ed espressi per Maegyo, Jukjeon, Suseo, Seolleung e Wangsimni                |
| 2-3 (sup) | ■ Linea Gyeongbu (Linea 1) | Locali ed espressi per Seodongtan, Osan, Cheonan e Sinchang                         |
| 2-3 (sup) | ■ Linea Gyeongbu (Linea 1) | Espressi A e B per Byeongjeom, Osan, Pyeongtaek e Cheonan                           |
| 4         | ■ Linea Gyeongbu           | KTX, Saemaeul, Nuriro, Mugunghwa per Busan, Gwangju, Mokpo, Yeosu, Sinchang e Iksan |
| 5         | ■ KTX                      | per Dong-Daegu, Gwangju, Mokpo e Iksan                                              |
| 6         | ■ Linea Gyeongbu           | KTX, Saemaeul, Nuriro, Mugunghwa per Anyang, Yeongdeungpo, Yongsan e Seul           |
| 7         | ■ Linea Gyeongbu           | Mugunghwa e treni turistici per Anyang, Yeongdeungpo, Yongsan e Seul                |
| 2-3 (sup) | ■ Linea Gyeongbu (Linea 1) | Locali per Guro, Seul (metropolitana), Cheongnyangni e Seongbuk                     |
| 2-3 (sup) | ■ Linea Gyeongbu (Linea 1) | Espressi A per Anyang, Guro, Yeongdeungpo e Yongsan                                 |
| 2-3 (sup) | ■ Linea Gyeongbu (Linea 1) | Espressi B per Anyang, Geumcheon-gucheong, Yeongdeungpo e Seul                      |

## Stazioni adiacenti
| «                       | Servizio        | »               |
| KTX                     | KTX             | KTX             |
| ----------------------- | --------------- | --------------- |
| Yeongdeungpo            | -               | Daejeon         |
| Linea Gyeongbu          |                 |                 |
| Yeongdeungpo            | Saemaeul Nuriro | Pyeongtaek      |
| Anyang                  | Mugunghwa       | Osan            |
| Linea 1                 |                 |                 |
| Hwaseo                  | Locale          | Seryu           |
| Uiwang Seonggyungwandae | Rapido B        | Byeongjeom      |
| Anyang                  | Rapido A        | Byeongjeom      |
| Linea Bundang           |                 |                 |
| Capolinea               | Locale          | Maegyo          |
| Capolinea               | Espresso        | Suwon Municipio |